# Гривино (Калининградская область)
Гривино — посёлок в Неманском районе Калининградской области. До 2016 года входил в состав Лунинского сельского поселения. В прошлом состоял из двух отдельных поселений: Гирренен (с 1938 по 1946 Гюльденгрунд), а также Мешкен (с 1938 по 1946 Мешенхоф, после 1950 — Малиновка).

## География
Гривино расположено на левом (южном) берегу Инструча, напротив расположенного на противоположном берегу устья Нагорной, в 24 км к юго-востоку от города Немана.

## История
В 1938 году властями гитлеровской Германии Гирренен был переименован в Гюльденгрунд в рамках кампании по упразднению в Восточной Пруссии топонимики прусско-литовского происхождения. 
По итогам Второй мировой войны Гюльденгрунд вошёл в состав СССР.
В 1945 году возвращено предыдущее название Гирренен. В 1947 году получил русское название Гривино. 

## Население
| 2002 | 2010 |
| ---- | ---- |
| 103  | ↘84  |